# Giải thưởng lớn văn học Paul Morand
Giải thưởng lớn Văn học Paul Morand (tiếng Pháp: Grand prix de littérature Paul-Morand) là một giải thưởng văn học của Viện Hàn lâm Pháp, dành cho toàn bộ tác phẩm của một nhà văn. Giải được thiết lập năm 1977, và được trao lần đầu năm 1980, xen kẽ với Giải thưởng lớn Văn học của Viện Hàn lâm Pháp.

## Những người đoạt giải
- 1980: Jean-Marie Le Clézio
- 1982: Henri Pollès
- 1984: Christine de Rivoyre
- 1986: Jean Orieux
- 1988: Emil Cioran
- 1990: Jean-François Deniau
- 1992: Philippe Sollers
- 1994: Andrée Chedid
- 1996: Marcel Schneider
- 1998: Daniel Rondeau
- 2000: Patrick Modiano
- 2002: Jean-Paul Kauffmann
- 2004: Jean Rolin
- 2006: Jean Echenoz
- 2008: Jacques Roubaud
- 2010: Olivier Rolin
- 2012: Patrick Grainville
- 2014: Gilles Lapouge